# Szorbitán-palmitát
A szorbitán-palmitát (más néven E495) a palmitinsav és a szorbit reakciójából keletkező vegyület. Ezek a zsírsavak növényekben, és állatokban egyaránt megtalálhatók, de élelmiszeripari célokra leginkább növényi eredetűeket használnak, bár az állati eredet sem zárható ki. Az állati eredetről kizárólag a gyártó adhat felvilágosítást.

## Élelmiszeripari felhasználása
Élelmiszerek esetén emulgeálószerként és stabilizálószerként, E495 néven alkalmazzák.  Számos élelmiszerben előfordulhat.

## Egészségügyi hatások
Napi maximum beviteli mennyisége 25 mg/testsúlykg. Nincs ismert mellékhatása. 

## Külső források
- http://www.food-info.net/uk/e/e495.htm